# Иссики (род)
Род Иссики (яп. 一色氏 Иссики-си) — средневековый японский самурайский род периода Сэнгоку .

## История
Род Иссики вел своё происхождение от Сэйва-Гэндзи, боковой линии династии Минамото. Основателем клана был Асикага Косин (умер в 1330), сын Асикаги Ясуудзи (1216—1270). В конце 13 века клан Иссики стали главой домена Иссики в провинции Микава.
Члены клана Иссики занимали видные должности в правительстве сёгуната Асикага. Клан Иссики был одним из четырех кланов, которые поочередно руководили в звании бэтто военным ведомством Самурай-докоро.
С 1336 года главы рода Иссики занимали посты военных губернаторов (сюго) провинции Танго. В 1575 году Ода Нобунага подчинил своей власти провинцию Танго.
Во время войн периода Сэнгоку клан Иссики потерял свои владения.

## Известные члены клана
- Иссики Кимифука[1]
- Иссики Ёсиёри[5]
- Иссики Ёсимити[4]
- Иссики Ёсисада[4]
- Иссики Нориудзи[6]